# La Vacquerie
La Vacquerie (wymowaⓘ) – miejscowość i dawna gmina we Francji, w regionie Normandia, w departamencie Calvados. W 2013 roku liczba ludności wynosiła 306 mieszkańców.
W dniu 1 stycznia 2017 roku z połączenia trzech ówczesnych gmin – Caumont-l’Éventé, Livry oraz La Vacquerie – utworzono nową gminę Caumont-sur-Aure. Siedzibą gminy została miejscowość Caumont-l’Éventé.